# Sędziejowice (Łódź)
Sędziejowice is een dorp in het Poolse woiwodschap Łódź, in het district Łaski. De plaats maakt deel uit van de gemeente Sędziejowice en telt ca. 840 inwoners.